# Sainte-Colombe-de-la-Commanderie
Sainte-Colombe-de-la-Commanderie é uma comuna francesa na região administrativa da Occitânia, no departamento dos Pirenéus Orientais. Estende-se por uma área de 4.74 km², com 155 habitantes, segundo o censo de 2018, com uma densidade de 33 hab/km².